# فريدي بينافايدز
فريدي بينافايدز (بالإنجليزية: Freddie Benavides)‏ هو لاعب كرة قاعدة أمريكي، ولد في 7 أبريل 1966 في لاريدو في الولايات المتحدة.

## وصلات خارجية
- فريدي بينافايدز على موقع دوري كرة القاعدة الرئيسي (الإنجليزية)
- فريدي بينافايدز على موقعبيزبول رفرنس.كوم (الدوري الرئيسي) (الإنجليزية)
- فريدي بينافايدز على موقعبيزبول رفرنس.كوم (الدوري الثانوي) (الإنجليزية)
- فريدي بينافايدز على موقع إي إس بي إن.كوم (أم.أل.بي) (الإنجليزية)
- فريدي بينافايدز على موقع مشجعي الرسوم البيانية (الإنجليزية)